# Иезуитские редукции

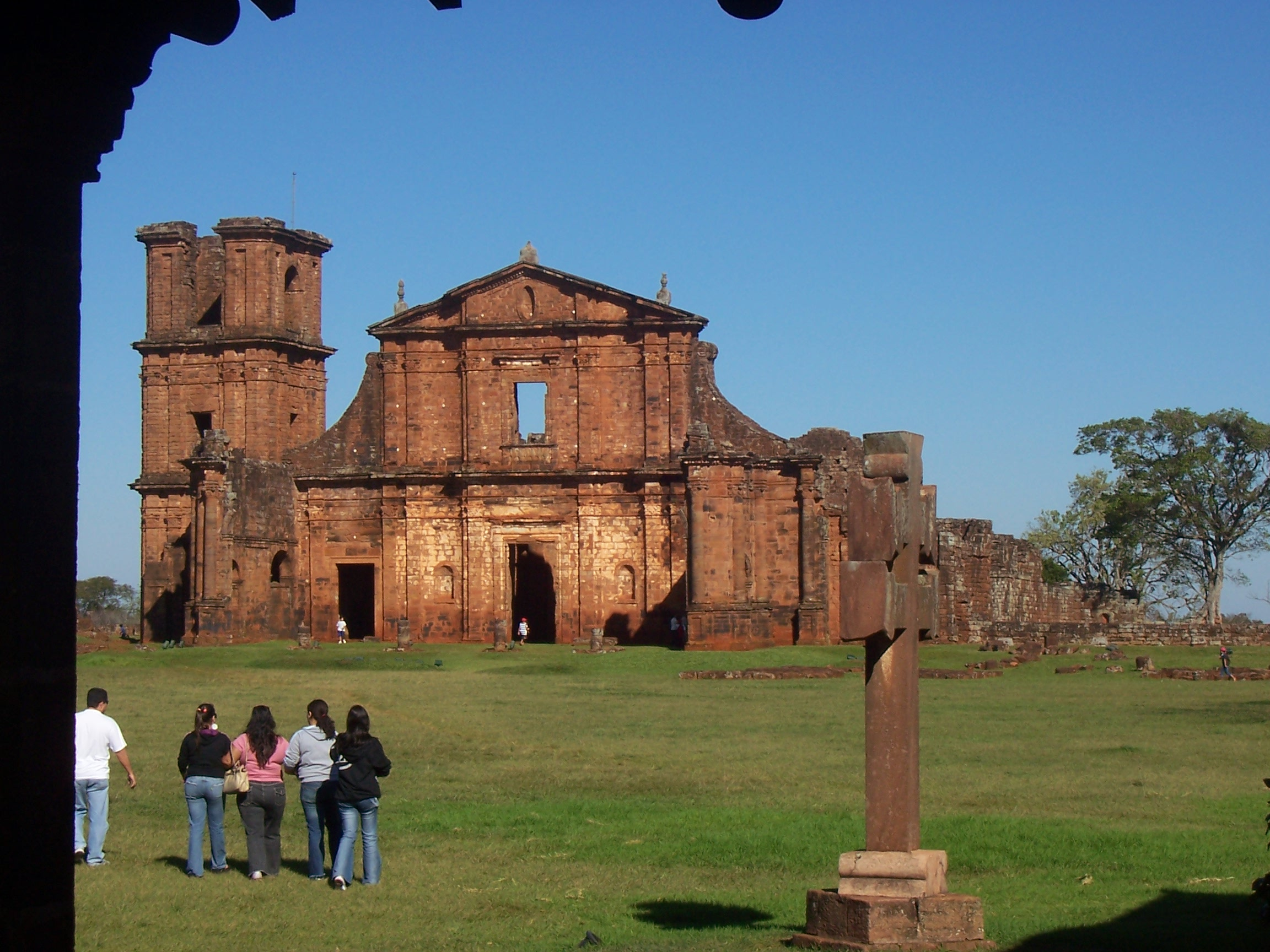
Редукция Сан-Мигел-дас-Мисойнс в Бразилии

Индейские резервации иезуитов — часть общей стратегии католической церкви XVII—XVIII веков по созданию резерваций (исп. reducciones de Indios) для христианизации коренного населения Нового Света. Задуманы и осуществлены резервации впервые были перуанским иезуитом Диего де Торресом Больо, а также его помощниками — Антонио Руисом де Монтоя и др.
Территории, на которых действовал иезуитский орден, подразделялись на «провинции», границы которых не обязательно совпадали с границами государств и административных образований. Колониальная Америка орденом подразделялась на Парагвайскую, Мексиканскую и Перуанскую «провинции», при этом иезуитская провинция Парагвай включала в себя территорию современного Парагвая, а также территории всей Аргентины, Уругвая и бразильской провинции Риу-Гранди-ду-Сул.
Эти резервации отличались от резерваций в других регионах тем, что они не стремились привить индейцам европейский образ жизни, а лишь обратить их в христианство. Под руководством иезуитов индейцы достигли существенной автономии в рамках Испанской и Португальской колониальных империй. Индейский труд в редукциях был достаточно эффективным и экономически успешным. Когда возникла угроза вторжения работорговцев-бандейрантов, индейцы создали ополчение для защиты от колонистов. Сопротивление работорговцам, а также высокая степень независимости и экономический успех часто называются причинами изгнания иезуитов из Нового Света в 1767 году.
Одной из особенностей иезуитских миссий региона Гуайра было наличие в них с 1640 года хорошо вооруженных отрядов индейцев-гуарани.
Иезуитские редукции противоречиво характеризуются в разных источниках, некоторые называют их теократической республикой, некоторые — социальной утопией в сельве, некоторые — первым коммунистическим государством на планете, а некоторые рабовладельческим режимом террора. Многие историки считают, что с помощью редукций иезуиты стремились к созданию своей собственной колониальной империи.

## География
Редукции наиболее массово строились и более всего преуспели в иезуитской провинции Парагвай.
Они были созданы Орденом иезуитов в основном в районах, населённых племенами тупи-гуарани, на территории исторического Парагвая (Итапуа), включающем также часть территорий нынешних Аргентины (Мисьонес), Бразилии (Риу-Гранди-ду-Сул), Боливии (Иезуитские миссии на землях индейцев чикитос) и Уругвая.
Было основано некоторое количество иезуитских миссий в Северной Америке, на территории современной Канады (Квебек) и США.

## История

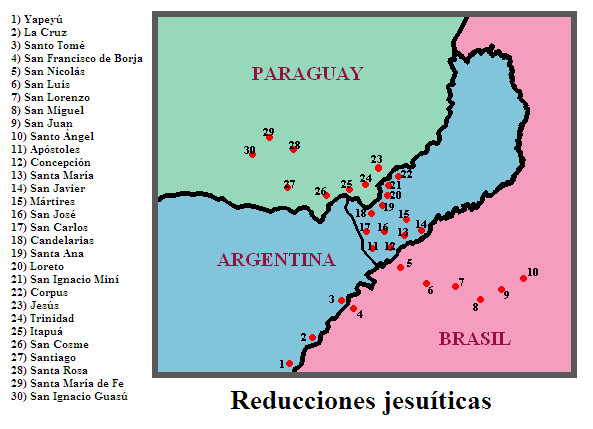
Расположение основных редукций по отношению к современным границам Аргентины, Бразилии и Парагвая

История «редукций» (поселений индейцев под началом католических священников) восходит к 1580 году, когда францисканский монах Луис де Боланьос начал организовывать деревни гуарани (всего 18) в Парагвае. Именно Боланьос создал письменность гуарани на основе латиницы, перевел на гуарани молитвенник и катехизис. Его начинания, воспринятые как conquista spiritual (духовная конкиста), были продолжены иезуитами. Успеху миссии отчасти способствовали грамотная стратегия иезуитов и отчасти колониальная ситуация «охоты на людей», при которой индейцы могли себя спокойно чувствовать только в редукциях.
В 1608 году в Парагвае основали свои первые поселения испанские иезуиты, которым скоро удалось создать здесь теократически-патриархальное царство, единственное в своем роде во всей всемирной истории. В 1610 году была основана редукция Нуэстра-Сеньора-де-Лорето. К 1620 году иезуитских редукций было уже 13, а их население, состоявшее исключительно из индейцев, насчитывало около 100 тыс. человек. В том же году редукции впервые подверглись нападению бразильских бандейрантов.
К 1639 году иезуиты добились права создавать ополчение из гуарани, которое вооружалось огнестрельным оружием. В 1641 году это ополчение (под командованием касика Игнасио и двух иезуитов) разбило крупный отряд бандейрантов из Сан-Паулу. Эта победа с одной стороны обезопасила редукции от рейдов работорговцев, а с другой стороны вызвала опасение, что иезуиты смогут использовать вооружённых индейцев в политических целях.

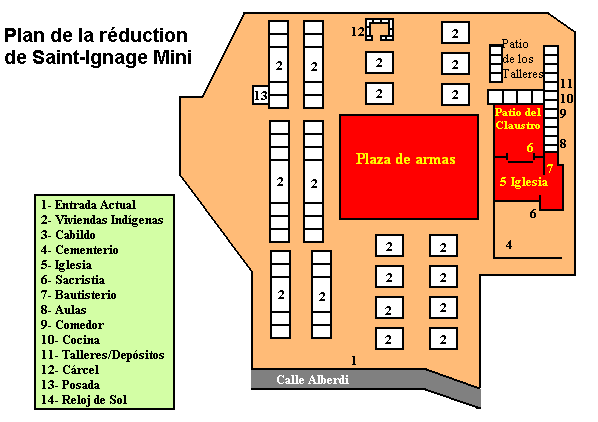
План редукции в Сан Игнасио Мини

У иезуитов были постоянные столкновения с гражданскими властями колонии, но они выходили из них в основном победителями и фактически были почти совершенно независимыми от метрополии. Ещё большей независимости достигли они в 1726 году, когда они добились королевского декрета, в силу которого их поселения (скучившиеся к этому времени вследствие поражений, нанесенных им соседними португальскими колониями, по реке Парана) были изъяты из ведения парагвайских властей и подчинены отдалённому губернатору Ла-Платы. В 1750 году Испания и Португалия заключили договор, в силу которого 7 иезуитских поселений (восточные миссии) должны были перейти к португальским владениям. Иезуиты не захотели подчиниться этому решению; кровопролитная война гуарани, длившаяся 4 года (1754—1758), окончилась победой испано-португальских войск; за ней последовало полное изгнание иезуитов из всех испанских владений в Америке в 1768 году, их многочисленные и богатые редукции пришли в упадок; индейцы впали в бедность и вернулись к жизни в лесах. Некоторые редукции превратились в обычные латиноамериканские города (Энкарнасьон).

## Структура
В каждом поселении был священник-иезуит (кюре), с викарием (компаньеро), исполнявший не только духовные обязанности, но и фактически обязанности главы местной администрации, хотя формально индейцами руководили вожди-касики. Во главе администрации редукции стояли коррехидор (из индейцев) с заместителем (teniente); им помогали три надзирателя-алькальда, четыре советника (regidores), префект полиции (альгвасил), эконом, секретарь (эскрибано) и королевский знаменосец. Все они входили в городской совет-кабильдо.
Поселения были огорожены изгородью и в плане представляли прямоугольник. Население одной редукции колебалось от 3 до 10 тыс. жителей. Большинство построек представляли собой одноэтажные крытые соломой кирпичные дома на семью из 4-6 человек. В центре каждого поселения была площадь с барочным костёлом. Также в редукциях были здание Совета, склад-магазин, дом иезуитов (коллегия), школа и богадельня для вдов (котигуасу). Помимо сельхозработ индейцы под началом иезуитов занимались ремеслами, в частности изготовляли музыкальные инструменты.
Все работы на общей земле исполнялись индейцами под надзором администрации; она же собирала все произведения труда в особые магазины, из которых выдавала продукты всем нуждающимся в них, получался своеобразный социализм; одновременно с общей землей существовали личные земельные участки. Индейцы находились в полном подчинении у иезуитов, которые пользовались своей властью не особенно деспотически и не пытались насильственно европеизировать индейцев; господствующим языком в колонии оставался гуарани, и только к середине XVIII века он заменился постепенно испанским, когда и население из индейского обратилось постепенно в метисное.
Земля в редукциях была разделена на частное пользование (абамба) и общественное (тупамба).

## Распорядок дня
Начало дня возвещал колокольный звон. После утреннего богослужения (с 7 часов) начинался завтрак, после которого все обязаны были участвовать в общественных работах. Работы сопровождались молитвами. Священники обыкновенно занимались преподаванием катехизиса в школе. Помимо мессы и преподавания, священники ведали хором-оркестром и совершали различные требы (похороны, исповеди). В середине дня была сиеста. В 16 часов рабочий день заканчивался. После ужина следовала вечерняя служба. В воскресные и праздничные дни работы не проводились.

## Ополчение
В каждой редукции было по 8 рот во главе с капитаном. Возглавлял ополчение одной редукции маэстро де кампо (из касиков). Ополчение имело кавалерию, флотилии из каноэ и огнестрельное оружие. Колониальные власти нередко привлекали ополчение редукций для обороны границ и подавления восстаний.

## Хозяйство
Основным занятием жителей редукций было сельское хозяйство. На полях выращивали рис, горох, пшеницу, хлопок, йербу мате, маис, маниок, табак, апельсины. Занимались в редукциях и разведением скота и лошадей. К 1767 году стада редукций насчитывали 725 тысяч голов скота.. Внешняя торговля давала до 100 тысяч песо в год, которые тратились на украшение костёлов, уплату налогов и закупку соли, извести и железа.

## Иезуитское государство в Парагвае
Иезуиты обратили в христианство местных индейцев, числом свыше 170 000; эти индейцы обратились в оседлых поселенцев, занялись земледелием, скотоводством. Иезуиты привнесли более высокий уровень агротехники, научили индейцев ремёслам. Индейцы работали в различных мастерских, строили храмы. Фактически из испанцев только иезуитам удалось воплотить в жизнь политику энкомьенды в том виде, в котором она изначально задумывалась.
Образовалось теократически-патриархальное «царство», прообразом которого, видимо, послужило государственное устройство Тауантинсуйу.
Иезуитские миссии в Парагвае не были независимыми, иезуиты являлись частью испанского вице-королевства Перу, получали содержание от испанской казны и контролировались колониальными и церковными властями Асунсьона и Буэнос-Айреса. Однако иезуиты имели в парагвайских редукциях полную и неограниченную власть над индейцами и являлись для них высшей властью; одновременно доступ в редукции контролировался иезуитами, которые могли запретить въезд всем, за исключением высших духовных чинов и представителей колониальной администрации.
Тем не менее миссии Парагвайской провинции нередко рассматривались, как своеобразное «государство» или «республика». Одним из первых ввел эти термины в употребление враг иезуитов, португальский министр Помбаль, опубликовав памфлет «Краткое сообщение о республике иезуитов».
Социально-экономическое устройство иезуитского «государства» в Парагвае не было отражением какой-либо ранее существовавшей доктрины, но во многом схоже с «теократическим коммунизмом», описанным Кампанеллой в «Городе Солнца».
Воплощение этих принципов в реальности противоречиво характеризуется как современниками, так и позднейшими исследователями опыта иезуитов. Некоторые называют это «государство» теократической республикой, попыткой осуществить царство божье на земле, некоторые — прообразом справедливого государственного строя, социальной утопией в сельве, некоторые — первым коммунистическим государством на планете, а другие[кто?] отмечают, что эта «иезуитско-коммунистическая республика» была «смесью крепостничества и рабства», и рабовладельческим режимом террора. При этом одна и та же характеристика оценивается разными историками с разных позиций: рассмотрение устройства миссий, как социалистического, может использоваться как для доказательства возможности построения действующей социалистической экономики, так и для подтверждения духовного и социального порабощения человека в социализме. Так или иначе, социальный эксперимент иезуитов привлек внимание многих историков, экономистов, философов, и изучение этого опыта сыграло заметную роль в истории государственного и общественного устройства Советского Союза и Западной Европы.

## Всемирное наследие
Пять миссий в Аргентине и Бразилии, под общим названием Иезуитские миссии региона Гуарани были признаны всемирным наследием ЮНЕСКО в 1983 году.
В 1993 году список всемирного наследия пополнился Миссией Ла-Сантисима-Тринидад-де-Парана и Миссией Хесус-де-Таварангуэ в Парагвае, в 2000 году в список вошли Иезуитский квартал и миссии Кордовы.
В список всемирного наследия ЮНЕСКО входят также шесть миссий в Боливии под общим названием Иезуитские миссии на землях индейцев чикитос.
|                                               |  |                              |  |                                        |
| Нуэстра-Сеньора-де-Лорето на гравюре XVIII в. |  | Редукция Консепсьон, Боливия |  | Редукция Хесус-де-Таварангуэ, Парагвай |